# Землетрясение в Таджикистане (2010)
Землетрясение в Таджикистане магнитудой 5,4 произошло 2 января 2010 года в 02:15:12 (UTC) на юго-востоке Таджикистана в 235 километрах восточнее Душанбе на стыке границ с Китаем и Афганистаном. Эпицентр землетрясения находился в 14 км к северу от посёлка Ванч Горно-Бадахшанской автономной области, в 84,2 км к югу от города Хорог с населением 30 000 человек. Гипоцентр землетрясения находился на глубине 47 километров.

## Тектонические условия региона
В Таджикистане землетрясения средней силы регистрируются практически ежемесячно, поскольку 93 % территории республики — горные системы Памира и Тянь-Шаня. Эти землетрясения редко становятся причиной разрушений.

## Последствия
Землетрясение ощущалось преимущественно в южных и восточных районах республики, в том числе Горном Бадахшане, где расположено самое высокогорное озера на Памире — Сарез.
В результате землетрясения пострадало около 20 тысяч человек, 1 человек был ранен, 1134 лишились крова. В результате землетрясения 2 января 2010 года в Ванчском районе (на востоке Таджикистана) без крова остались более 1,2 тысяч семей. Всего из экзогенных зон данного района были переселены свыше 5 тысяч семей.
По данным таджикских властей, в результате землетрясения 20 тысяч человек остались без крыши над головой в результате землетрясения. Подземные толчки разрушили свыше 1050 зданий в райцентре Ванч и кишлаках Рог и Гишкон. Во многих случаях речь идет о глинобитных постройках середины двадцатого века. 3 января 2010 года отсутствовала телефонная связь и не было подачи электроэнергии от Ванча до Рога и Гишкона. Были повреждены просёлочные дороги. Подземный толчок спровоцировал камнепады и сход селей, перекрывших дорогу от административного центра области — города Хорога до районного центра Ванч, на территории которого расположено селение Гишхок. Дорога от Хорога до Ванча оставалась перекрыта — на неё сошли сели и камнепады.
Разбор завалов вёлся на первоначальном этапе собственными силами. В Ванче приступила к работе комиссия из числа представителей органов местной власти и комитета по ЧС.
Как сообщил заместитель председателя Ванчского района Азимджон Шамсиддинов, «В результате данного происшествия человеческих жертв не произошло, но дома сельских жителей частично разрушены. Некоторые жилища не подлежат восстановлению. Речь идет о кишлаках Гишхон, Рог и других». Ссылаясь на того же чиновника, агентство Интерфакс сообщило, что разрушено частично или полностью 1050 жилых домов сельских жителей. Замглавы пострадавшего от стихии района сообщил, что ущерб составил не менее 1,5 млн долларов США. Потерявшие кров жители были размещены у родственников, в школах и других помещениях общего пользования.